# Paranisakiopsis
Paranisakiopsis eine Gattung der Spulwürmer mit vier Arten, die als Parasiten bei Fischen vorkommen.

## Merkmale
Paranisakiopsis sind Raphidascarididae mit markanten Zwischenlippen, die mehr als halb so lang wie die Lippen sind. Die Ausscheidungspore liegt unmittelbar hinter der Basis der bauchseitigen Zwischenlippe.

## Arten
Zur Gattung gehören folgende Arten:
- Paranisakiopsis australiensis Johnston & Mawson, 1945
- Paranisakiopsis coelorhynchi Yamaguti, 1941
- Paranisakiopsis lintoni Johnston & Mawson, 1945
- Paranisakiopsis weddelliensis Rocka, 2002